# Sistema di allerta precoce dei terremoti
Un sistema di allerta precoce dei terremoti (in inglese Earthquake Early Warning System o Earthquake Early Warning, abbreviato in EEW), chiamato anche allerta sismica o early warning sismico, è un sistema composto da accelerometri, sismometri, e sistemi di comunicazione ideato per allertare la popolazione, di una certa area, dell'arrivo delle onde sismiche generate da un terremoto. Le allerte non rappresentano un sistema di previsione, difatti l'allerta viene diramata qualche secondo dopo la rilevazione di un sisma già avvenuto.

## Funzionamento
Quando il sistema rileva un terremoto, è in grado di diffondere un'allerta, in media 5-60 secondi prima dell'arrivo delle onde di superficie, poiché i dati fluiscono attraverso il sistema più velocemente di quanto non facciano le onde sismiche.

## Distribuzione
Sistema di allerta pubblica 
(Cell-Broadcast, allerte televisive, allerte via radio, sirene di allarme)
     Sistemi opt-in o ad accesso limitato 
(App facoltative o riservata a gruppi selezionati)
     Sistemi in fase di sviluppo

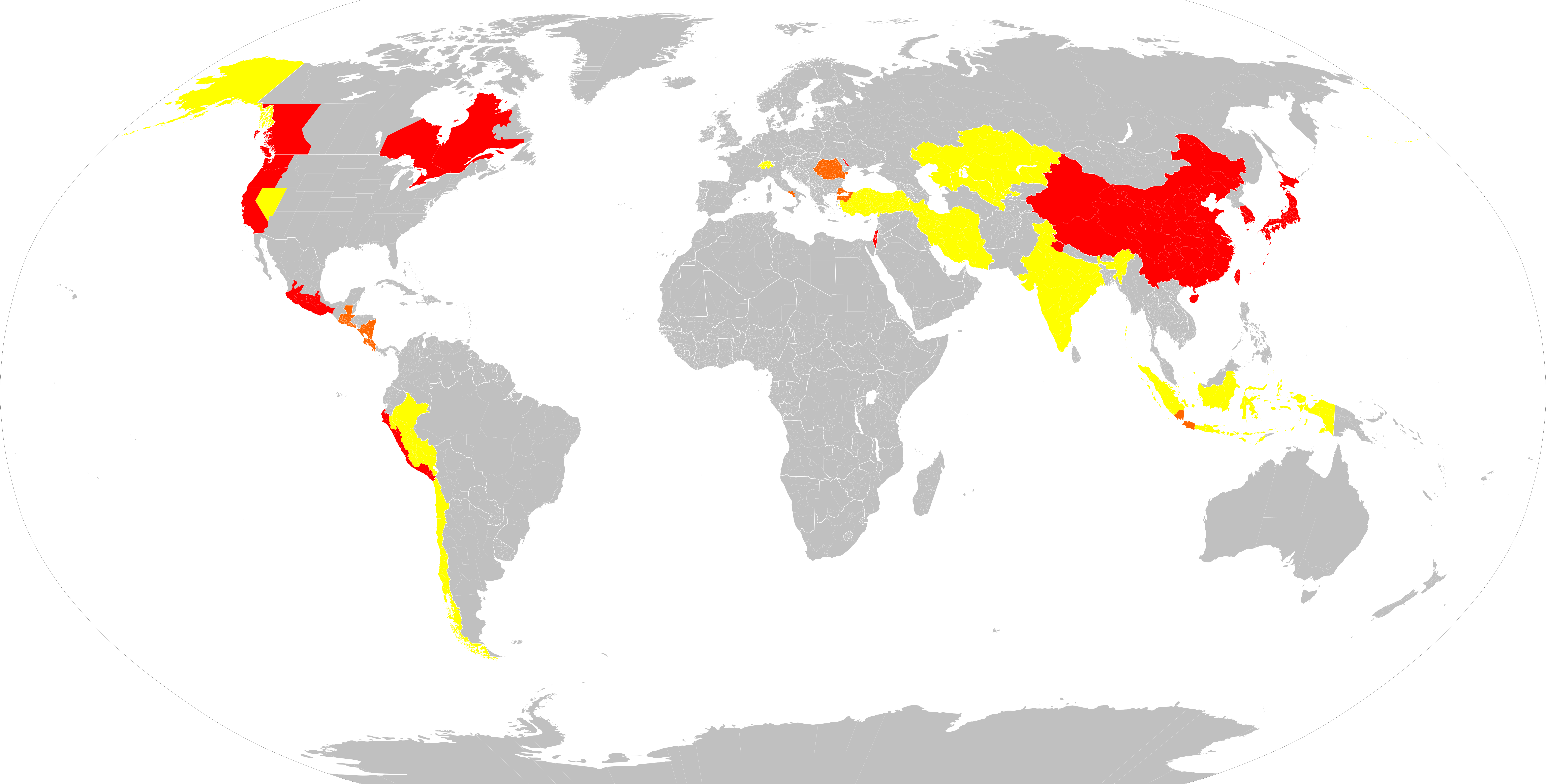
Diffusione dei sistemi
Sistema di allerta pubblica
(Cell-Broadcast, allerte televisive, allerte via radio, sirene di allarme)
Sistemi opt-in o ad accesso limitato
(App facoltative o riservata a gruppi selezionati)
Sistemi in fase di sviluppo

Ad ottobre 2024, solo 5 paesi (Giappone, Taiwan, Corea del Sud, Israele e Cina) dispongono di sistemi di allerta precoce completi e funzionanti su tutto il territorio nazionale diffondendo le allerte verso la popolazione attraverso tecnologie come il cell broadcast, pop-up televisivi, segnali radio e/o attraverso l'utilizzo di sirene di allarme. A questi si aggiungono Messico, Stati Uniti d'America e Canada che diffondo le allerte solo in alcune aree del proprio territorio. 
Paesi come il Guatemala, El Salvador, Nicaragua, Costa Rica e Romania dispongono invece di sistemi che allertano solo determinati utenti attraverso il download di specifiche applicazioni. Sistemi in fase di sperimentazione invece sono presenti in Italia, Francia, Turchia, Svizzera, Cile, Perù, Indonesia.

### Sistemi completi

#### Corea del Sud
La Corea del Sud ha sviluppato e iniziato a utilizzare un Sistema di allerta precoce dei terremoti a partire dal 22 gennaio 2015. Il sistema analizza automaticamente e prevede l'area approssimativa dell'epicentro di un terremoto stimando la magnitudo dell'evento, in seguito alla rilevazione di un'onda P da almeno 6 dei 150 sismometri installati in tutta la Corea. Queste stime permettono all'agenzia meteorologica coreana di avvisare la popolazione delle regioni interessate attraverso le trasmissioni TV, la radio e messaggi di cell broadcast se è prevista una magnitudo superiore al 5,0.

### Sistemi parziali o in fase di sperimentazione

#### Francia
SNCF ha allestito 24 stazioni di monitoraggio lungo la linea mediterranea ferroviaria francese ad alta velocità per una lunghezza di 250 chilometri, formando un sistema di allerta precoce dei terremoti. I punti di monitoraggio sismico sono collocati in media ogni 10 chilometri e sono collegati al centro di controllo di Marsiglia e al centro di verifica dell'Agenzia nazionale sismologica francese a Parigi. Quando un terremoto viene rilevato dal sistema di allarme rapido, e la scossa supera la soglia di allarme di 65 gal, viene impartito un comando di arresto per i treni sulla linea.

### Sistemi globali

#### Earthquake Network
Rilevatore Terremoto, in inglese Earthquake Network, è un progetto di ricerca che mira a sviluppare e mantenere un sistema di allerta precoce dei terremoti utilizzando gli smartphone a livello globale. 
Attraverso un'applicazione, il sistema utilizza gli accelerometri presenti negli smartphone di utenti volontari, riesce a rilevare un terremoto ed emettere un'allerta sonora per avvertire gli utenti più distanti dall'epicentro dell'evento sismico.
Il progetto è iniziato il 1º gennaio 2013 dal professore Francesco Finazzi dell'Università di Bergamo.

#### Android Earthquake Alerts System
Il servizio di allerta terremoti Google integrato in Android è stato presentato nel 2020 negli Stati Uniti e diffuso in altri paesi nel 2021. Il sistema è molto simile a quello di Earthquake Network, utilizzando gli accelerometri dei dispositivi, il sistema è in grado di rilevare le scosse in alcune aree del mondo.